# Joanna Natasegara
Joanna Natasegara é uma cineasta britânica. Venceu o Oscar de melhor documentário de curta-metragem na edição de 2017 pelo trabalho na obra The White Helmets, ao lado de Orlando von Einsiedel.

## Filmografia
- The Price of Kings: Oscar Arias (2012)
- The Price of Kings: Shimon Peres (2012)
- The Price of Kings: Yasser Arafat (2012)
- Virunga (2014)
- The White Helmets (2016)
- Democracia em Vertigem (2019)